# Henri Person
 (avril 2018).
Si vous disposez d'ouvrages ou d'articles de référence ou si vous connaissez des sites web de qualité traitant du thème abordé ici, merci de compléter l'article en donnant les références utiles à sa vérifiabilité et en les liant à la section « Notes et références ».
Henri Person, né à Amiens le 22 juin 1876 et mort à Paris en 1926, est un peintre français, proche de Paul Signac et amateur comme lui de navigation. 
Particulièrement lié à sa ville d'adoption, Saint-Tropez, il est à l'origine de la fondation du Museon Tropelen, ancêtre du Musée de l'Annonciade. 

## Biographie
Henri Person est né à Amiens en 1876, dans une famille bourgeoise. Son père est notaire et la famille possède dès 1895 une résidence à Beaulieu-sur-Mer. C’est ainsi qu’Henri Person sera d’abord amené à se rendre dans le Sud de la France. 
De 1896 à 1900, le jeune homme est inscrit à l’École des beaux-arts de Paris, auprès de Fernand Cormon, Albert-Charles Wallet, Ferdinand Humbert et Eugène Thirion. Sa présence sur les Salons parisiens est attestée à partir de 1903, date à laquelle il participe à son premier Salon des artistes français. 
Il installe d’abord son atelier au 104 boulevard de Clichy, puis le déménagera au 48 boulevard des Batignolles. À compter de 1910, il participe au Salon des indépendants.
C’est au début des années 1900 qu’il commence à fréquenter Saint-Tropez, le petit port de pêcheurs que Paul Signac avait découvert dès 1892 à bord de son bateau L’Olympia, et qui, depuis, partage son temps entre le Sud de la France et la capitale. Henri Person décide de s’installer à Saint-Tropez afin d’y passer la plus grande partie de l’année, installant son atelier au Château Saint Suffren. 
En 1906, il fait l’acquisition du bateau L’Henriette II. L’année suivante, il entreprend avec Paul Signac, qu’il fréquente beaucoup à Saint-Tropez, un voyage à Constantinople, qui marque une étape importante dans son travail. 
Dès 1905, ses œuvres montraient déjà son adhésion à la technique du divisionnisme et l’influence des théories de Paul Signac.
Une exposition Henri Person est organisée à la galerie Bernheim-Jeune en 1913. A cette occasion, on peut lire dans la presse : « M. Henri Person est un jeune peintre qui a eu le courage de refaire son éducation devant la nature après l'avoir faite à l'école, et que la lumière de Provence a conquis tout entier. Dans la traduction de cette lumière, il applique avec une intelligente discrétion les principes du néo-impressionnisme ».
Mobilisé pendant la Première Guerre mondiale, Henri Person est d’abord chargé du trafic des trains de blessés de retour du front en gare de Mantes, puis chauffeur d’un capitaine à Antibes. Il peint peu, car les accès aux ports sont interdits en raison du conflit. Il rencontre sa compagne Germaine Leclerc et leur fille, Monique, naît en 1918.
Au sortir de la guerre, il retourne à Saint-Tropez où il s’installe avec sa famille, rue de la Garonne, et continue à peindre, tout en affirmant son implication dans la vie municipale de son port d’accueil. 
Henri Person meurt en 1926 à l’âge de cinquante ans.

## Henri Person et le port de Saint-Tropez
Henri Person trouve à Saint-Tropez son véritable port d’ancrage, qui, en plus de constituer le motif idéal de ses œuvres, va devenir le lieu de son engagement en faveur de la peinture vivante. Portant volontiers la vareuse parmi les pêcheurs du port, son investissement dans la vie de la cité va grandissant depuis qu’il s’y est installé et Person sera même élu conseiller municipal en 1925. Mais le témoignage le plus important de son attachement à sa ville d’adoption est la création du Museon Tropelen, dont Henri Person est à l’origine. 
Approuvé à l’unanimité par le conseil municipal du 4 septembre 1921, le projet de musée nait de la nécessité d’héberger des œuvres qui ont été offertes à la ville par des peintres ayant pris l’habitude d’y séjourner, notamment des artistes reconnus du Salon des Indépendants. Cette initiative donnera donc lieu à la création de l’un des premiers musées français consacré à l’art vivant. Person en est le conservateur, et s’entoure de ses amis peintres : Alphonse Stival, Carlos-Reymond, André Turin.
Parmi les créateurs de ce musée, Paul Signac figure aussi en tête de liste, appuyant le projet de sa notoriété. 
A l’hiver 1922, les œuvres sont accrochées sur les murs de la salle du conseil municipal. Le Museon Tropelen est né et ses collections vont s’enrichir en quelques années d’une trentaine de pièces réunies par Person qui sollicite les peintres de ses amis pour participer à ce projet en donnant à la ville une œuvre de leur production. Parmi les donateurs, Pierre Bonnard, Charles Camoin, Albert Marquet, Louis Valtat, souscrivent volontiers à ce projet original. 
Cependant, le décès prématuré d’Henri Person en 1926, met fin aux débuts prometteurs de ce musée d’art vivant. Il faudra attendre la venue de Georges Grammont, industriel et collectionneur, pour donner un nouvel élan à l’ambitieux projet initié par Person. Nommé conservateur en 1937, Grammont travaillera à l’enrichissement de la collection ainsi qu’à la tâche de lui trouver un lieu d’exposition à sa mesure . 
Sous sa houlette, l’embryon du Museon Tropelen initié par Person devient le Musée de Saint-Tropez, installé au cœur de la chapelle de l’Annonciade, réaménagée à cet effet par de grands noms de l’architecture Art Déco. Le musée de l'Annonciade est né. 
En souvenir d’Henri Person, qui fut l’un de ses concitoyens parmi les plus actifs dans la vie de la cité, la municipalité de Saint-Tropez a inauguré une place portant son nom.

## Henri Person et Paul Signac
Si Paul Signac est, de treize ans, l’aîné d’Henri Person, plusieurs passions communes réunissent les deux hommes. La peinture, bien-sûr, mais également la navigation, qui est leur seconde passion, et qui va renforcer leur amitié. Ils ont encore en commun l’amour de Saint-Tropez, où ils se sont tous deux ancrés naturellement. Ensemble, ils vont caboter de port en port ou se rendent sur le motif pour peindre côte à côte des travaux qu’ils s’amusent ensuite à comparer. 
Les deux artistes, qui ont visité ensemble Constantinople en 1907, possèderont ainsi un bateau en commun, Le Sinbad, et entretiendront tout au long de leur vie une longue correspondance. Tandis que Signac est souvent retenu à Paris pour l’organisation du Salon des indépendants notamment, Person lui rend compte de la vie tropézienne qu’il languit. Ensemble, il s’entretiennent familièrement tant de peinture, que de navigation, que des amis communs. Cet important corpus de lettres témoigne de l’amitié profonde des deux hommes. 

## Les orientations picturales d'Henri Person
L’influence de Paul Signac sur l’œuvre d’Henri Person est notable. Cependant, Person n’a rien d’un théoricien et c’est instinctivement qu’il ressent la pratique de la peinture.
Comme le remarque à juste titre André Dunoyer de Segonzac dans sa préface de l'exposition consacrée à Henri Person à la Galerie de Paris en 1961, Person n'adopte jamais un « divisionnisme intégral ». Il ne pointille pas mais divise par de larges touches rectangulaires fondues, encore différentes de la touche mosaïquée adoptée par Signac depuis 1895.
Il s’essaie ainsi aux principes du divisionnisme avec une grande liberté, adaptant la technique à son caractère, à son propre sens de l’harmonie colorée, développant une poétique de la couleur plutôt qu’une logique de la couleur, suggérant plus le paysage qu’il ne le représente.
Sur la toile, la touche, vibrante et fragmentée, s’étire peu à peu et l’orientation variable des touches au sein d’une même composition lui confère un puissant dynamisme. Ce dynamisme est parfois contredit par la palette, qui dans certaines peintures, tend à effacer le sujet comme pour le mettre à distance, dans un rendu atmosphérique cher aux impressionnistes.
Mais Henri Person dévoile aussi toute son habileté à l’aquarelle. Assurément, c’est avec attention qu’il a observé Signac et certains travaux s’en approchent à s’y méprendre. 

## Quelques œuvres dans les collections publiques
- Bordeaux [7], Saint-Tropez, Musée de l'Annonciade
- Golfe-Juan [8], Saint-Tropez, Musée de l'Annonciade
- La calanque [9], Saint-Tropez, Musée de l'Annonciade
- Port méditerranéen [10], Saint-Tropez, Musée de l'Annonciade
- Le port de Toulon, les petites vedettes [11], Saint-Tropez, Musée de l'Annonciade